# Order Gwiazdy Afrykańskiej
Order Gwiazdy Afrykańskiej (fr.: Ordre de L'Étoile africaine, nl.: Orde van de Afrikaanse Ster) – order zasługi Królestwa Belgii nadawany w latach 1888–1960.

## Historia
Order został ustanowiony 30 grudnia 1888 przez króla Belgów Leopolda II w jego roli jako głowa i posiadacz Wolnego Państwa Konga. Miał być nadawany wyłącznie za zasługi dla Konga, ale po przyłączeniu Konga do Belgii jako kolonii w 1908 został wcielony do systemu orderów belgijskich. Nadawany był praktycznie do roku 1960, chwili ogłoszenia niepodległości dawnego Konga Belgijskiego, ale nadal można go w teorii otrzymać za zasługi datujące się sprzed tego roku. Od 1908 do chwili obecnej jest w dyspozycji belgijskiego ministerstwa spraw zagranicznych.
Order otrzymał pięć klas według znanego schematu Legii Honorowej, od Krzyża Wielkiego do Kawalera, a dodatkowo łańcuch dla I klasy oraz trójstopniowy medal w złocie, srebrze lub brązie.

## Insygnia
Insygnia orderu to oznaka, gwiazda I i II klasy, łańcuch i medale. Oznaką jest emaliowana na biało pięcioramienna gwiazda z niebieskimi obramowaniami, położona na zielonym wieńcu z liści palmowych. Medalion środkowy awersu ukazuje w niebieskim polu złotą gwiazdę herbu Kolonii Konga, otoczoną napisem „TRAVAIL ET PROGRÈS” (pol. PRACA I POSTĘP), będącym dewizą orderu, a medalion awersu monogram fundatora orderu „LS” (Leopold Suweren). Zawieszką jest złota korona królewska. Gwiazda I klasy jest dziesięciopromienna, z promieniami na przemian złotymi i srebrnymi, z awersem odznaczenia w swym środku. Nieco mniejsza gwiazda II klasy posiada tylko srebrne promienie. Łańcuch składa się z ogniw trzech rodzajów: koron królewskich, splecionych liter L i S oraz z białych pięciopromiennych gwiazd otoczonych wieńcem palmowym. Medale noszą na awersie pięcioramienną gwiazdę bez emalii, otoczoną napisem „TRAVAIL ET PROGRÈS”, na rewersie splecione, ukoronowane inicjały „LS”, otoczone wieńcem palmowym. Medale posiadają koronę jako zawieszkę.
Wstążka orderu jest niebieska z szerokim żółtym paskiem w środku.